# Philipp zu Eulenburg-Hertefeld
Philipp Friedrich Alexander (Königsberg, 12 de fevereiro de 1847 - Hamburgo, 17 de setembro de 1921), Príncipe de Eulenburg e Hertefeld e Conde de Sandels, foi um diplomata e político do Império Alemão entre o final do século XIX e início do século XX.

## Primeiros anos
Eulenburg era o filho mais velho de Philipp Graf zu Eulenburg e de Alexandrina Freiin von und Rothkirch Panthen. O Eulenburgs eram uma família Junker, pertencentes ao Uradel. Por gerações, a família serviu à Casa de Hohenzollern: seu tio, Friedrich Albrecht zu Eulenburg, foi ministro do interior da Prússia, durante o reinado de Guilherme I, assim como seu primo, Botho zu Eulenburg (que chegaria a primeiro-ministro de Guilherme II).
Frequentou o Ginásio Vitzhumsches em Dresden, na Saxônia, de onde saiu em 1866, em virtude da Guerra Austro-Prussiana. Juntou-se Gardes du Corps como cadete e, posteriormente, ingressou na Academia de Guerra de Kassel, onde se graduou em 1868. Em 1869, foi promovido ao posto de tenente. Durante a Guerra Franco-Prussiana, entre 1870 e 1871,  ele serviu sob as ordens do governador militar alemão de Estrasburgo, tendo recebido a Cruz de Ferro.
Após a Guerra Franco-Prussiana, Eulenburg viajou no Oriente durante um ano. De 1872 a 1875, ele frequentou as Universidades de Leipzig e Estrasburgo. Em 1875 ele recebeu o grau de Juris Doctor pela Universidade de Giessen.

## Serviço civil e carreira diplomática
Eulenburg juntou-se ao serviço civil prussiano, servindo como juiz, inicialmente, em um tribunal inferior em Lindow, Brandemburgo, antes de ser promovido para um tribunal superior, em Neuruppin. Depois de apenas dois anos como juiz ele foi transferido para o Ministério das Relações Exteriores da Alemanha.
Em janeiro de 1881 foi nomeado terceiro secretário na embaixada alemã em Paris, subordinado a Bernhard von Bülow. Depois de apenas seis meses ele foi transferido para a embaixada prussiana em Munique, onde atuou por sete anos. Em novembro de 1888, Eulenburg foi nomeado embaixador da Prússia no Grão-Ducado de Oldemburgo. Em março de 1890, ele foi enviado para Stuttgart como embaixador prussiano para o Reino de Württemberg. Em abril de 1891, retornou a Munique, desta vez como embaixador prussiano no Reino da Baviera. Em 1893 Eulenburg foi nomeado embaixador da Alemanha no Império Austro-Húngaro, cargo que ocupou até 1902.
Em 1900, Eulenburg foi elevado a 1º Príncipe de Eulenburg e Hertefeld e Conde de Sandels (Fürst zu Eulenburg und Hertefeld, Graf von Sandels). O segundo título foi em homenagem à família de sua esposa, cujo pai foi o último conde sueco de Sandels.

## Amizade com Guilherme II
Eulenburg tornou-se um amigo íntimo do kaiser Guilherme II, que era doze anos mais novo que ele, quando este ainda era príncipe herdeiro. Após a ascensão de Guilherme aos tronos de Prússia e Alemanha, Eulenburg assumiu uma posição não oficial de grande influência e, entre outras coisas, foi fundamental na nomeação de Bernhard von Bülow como ministro das relações exteriores, em 1897. Havia muito, Guilherme II desejava nomear "seu próprio Bismarck" - um chanceler poderoso que realizasse suas vontades - e Eulenburg foi o primeiro a sugerir Bülow para esse papel.

## Casamento e família
Em 20 de novembro de 1875, em Estocolmo, Eulenburg casou-se com Augusta Sandels, filha de Samuel Augusto, último conde de Sanders, e de  Hedvig Henrietta Emilie Augusta Tersmeden. O casal teve oito filhos:
- Philipp (1876 - 1878)
- Astrid (1879 - 1881)
- Alexandrine (1880 - 1957)
- Friedrich, 2º Príncipe de Eulenburg e Hertefeld e Conde de Sandels (1881 - 1963)
- Augusta (1882 - 1974)
- Sigwart (1884 - 1915)
- Karl Kuno (1885 - 1975)
- Viktoria (1886 - 1967)

## Escândalo
Embora fosse casado, Eulenburg foi acusado de envolvimento homossexual com membros do círculo íntimo do kaiser, incluindo o conde Kuno von Moltke, comandante militar de Berlim. Denúncias afirmavam que ele continuou mantendo tais relações (proibidas pelo Parágrafo 175), mesmo após o casamento. A exposição pública dessas ligações, em 1907, resultou no Escândalo de Harden-Eulenburg. Em 1908, Eulenburg foi levado a julgamento por perjúrio, por negar sua homossexualidade. O julgamento foi suspenso diversas vezes, devido aos problemas de saúde alegados pelo réu. Eulenburg morreu em Liebenberg em 1921, aos setenta e quatro anos.